# (32993) 1997 AX6
1997 AX6 (asteroide 32993) é um asteroide da cintura principal. Possui uma excentricidade de 0.06805600 e uma inclinação de 14.53860º.
Este asteroide foi descoberto no dia 9 de janeiro de 1997 por Takao Kobayashi em Oizumi.